# Lleida–Alguaire repülőtér
Lleida–Alguaire repülőtér (IATA: ILD, ICAO: LEDA) egy nemzetközi repülőtér Alguaire közelében (Spanyolország). A légikikötő 2010-ben nyílt meg, utasforgalma 2016-ban 33 ezer fő volt. Üzemeltetője az Aeroports de Catalunya.

## Légitársaságok és úticélok
2025-ben a Lleida–Alguaire repülőtérről az alábbi járatok indulnak (Utoljára frissítve: 2025-08-16):
| Légitársaság | Célállomások                                                   |
| ------------ | -------------------------------------------------------------- |
| Iberia       | Palma de Mallorca Szezonális: Ibiza,[forrás?] Menorca[forrás?] |

## Forgalom
Az utasforgalom az elmúlt években az alábbi módon változott:

| Év                             | Utasszám (ezer fő) |
| ------------------------------ | ------------------ |
| 2010                           | 62                 |
| 2011                           | 33                 |
| 2012                           | 33                 |
| 2013                           | 29                 |
| 2014                           | 30                 |
| 2015                           | 30                 |
| 2016                           | 33                 |
| Forrás: Aeroports de Catalunya |                    |